# Alfa Equulei
Alfa Equulei (α Equulei / α Equ) è la stella più brillante della costellazione del Cavallino. Situata a 186 anni luce dal sistema solare, la sua magnitudine apparente è +3,92 ed è conosciuta anche con il suo nome tradizionale Kitalpha, dall'arabo قطعة الفرس (Qit'at al Faras) che significa "parte del cavallo": questo nome si spiega perché solo la testa e le spalle della costellazione alla quale la stella appartiene sono rappresentate nel cielo.

## Caratteristiche fisiche
Si tratta in realtà di una binaria spettroscopica, formata da una gigante gialla di classe spettrale G2III e da una stella bianca di sequenza principale di classe A5V. Le due componenti si muovono attorno un'orbita quasi circolare ad una distanza di 0,99 UA in un periodo di 99 giorni.
Entrambe sono nate come stelle di classe A circa 500 milioni di anni fa; Kitalpha A, un po' più massiccia (2,1 volte il Sole) si è evoluta più rapidamente e si trova già nello stadio di gigante, mentre la compagna, Kitalpha B, di 1,9 masse solari, è ancora una stella di sequenza principale di classe A V.